# NGC 48
NGC 48 là một thiên hà xoắn ốc có rào chắn nằm cách Hệ Mặt trời  khoảng 79,3 triệu năm ánh sáng trong chòm sao Tiên Nữ.